# Jevgeni Sjaloenov
Jevgeni Vladimirovitsj Sjaloenov (Russisch: Евгений Владимирович Шалунов; 8 januari 1992) is een Russisch wielrenner die lange tijd uit kwam voor Gazprom-RusVelo. Eerder liep hij een halfjaar stage bij Team RadioShack en kwam hij uit voor Lokosphinx.

## Baanwielrennen

### Palmares
| Jaar     | RK       | EK                                  | WK       | Overig   |
| Junioren | Junioren | Junioren                            | Junioren | Junioren |
| -------- | -------- | ----------------------------------- | -------- | -------- |
| 2010     |          | Ploegenachtervolging, Achtervolging |          |          |

## Wegwielrennen

### Overwinningen
2011
3e etappe Ronde van de Isard
2012
Ronde van La Rioja
2014
Gran Premio delle Liberazione
2015
1e etappe Ronde van Madrid
Eind- en puntenklassement Ronde van Madrid
Trofeo Matteotti

### Resultaten in voornaamste wedstrijden
| Jaar | Ronde van Italië | Ronde van Frankrijk | Ronde van Spanje |
| ---- | ---------------- | ------------------- | ---------------- |
| 2016 |                  |                     |                  |
| 2017 | 123e             |                     |                  |
| 2018 |                  |                     |                  |
| 2019 |                  |                     |                  |
| 2020 |                  |                     |                  |
| 2021 |                  |                     |                  |

| Jaar | Luik-Bast.‑Luik | Ronde van Lombardije | Parijs-Tours |
| ---- | --------------- | -------------------- | ------------ |
| 2016 |                 | opgave               |              |
| 2017 |                 |                      |              |
| 2018 |                 |                      |              |
| 2019 |                 | opgave               |              |
| 2020 |                 |                      | opgave       |
| 2021 | opgave          |                      |              |

## Ploegen
- 2011 –  Team RadioShack (stagiair vanaf 1-8)
- 2012 –  Lokosphinx
- 2013 –  Lokosphinx
- 2014 –  Lokosphinx
- 2015 –  Lokosphinx
- 2016 –  Gazprom-RusVelo
- 2017 –  Gazprom-RusVelo
- 2018 –  Gazprom-RusVelo
- 2019 –  Gazprom-RusVelo
- 2020 –  Gazprom-RusVelo
- 2021 –  Gazprom-RusVelo

Armstrong (tot 16/02) ·
Beppu ·
Bewley ·
Brajkovič ·
Busche ·
Cardoso ·
Deignan ·
Hermans ·
Horner ·
Hunter ·
Irizar ·
King ·
Klöden ·
Kwiatkowski ·
Leipheimer ·
Lequatre ·
Machado · 
McCartney ·
McEwen ·
Moeravjov ·
Oliveira ·
Paulinho ·
Popovytsj ·
Rast ·
Rosseler ·
Rovny ·
Selander ·
Sergent ·
Zubeldia ·
Bennett (stagiair) ·
Parker (stagiair) ·
Sjaloenov (stagiair) 
Botsjkov · Karpenkov · Neoestrojev · Rybalkin · Sjaloenov · Sjilov · Sokolov · Svesjnikov · A.Vdovin · S.Vdovin
Arslanov · Bojev · Firsanov · Foliforov · Jersjov · Jevtoesjenko · Koerbatov · Koestadintsjev · Kolobnev · Majkin · Manakov · Nikolajev · Nytsj · Ovetsjkin · Rybalkin · Savitski · Serov · Sjaloenov · Solomennikov · Stasj · Svesjnikov · Zakarin
Arslanov · Bojev · Broett · Firsanov · Foliforov · Jersjov · Kozontsjoek · Lagoetin · Majkin · Nikolajev · Nytsj · Ovetsjkin · Porsev · Rovny · Rybalkin · Savitski · Sjaloenov · Solomennikov · Svesjnikov · Troesov · Vorobjov · Zakarin · Kobernjak (stagiair) · Koerjanov (stagiair) · Tsjerkasov (stagiair)
Arslanov · Bojev · Firsanov · Foliforov · Kobernjak · Koerjanov · Kozontsjoek · Lagoetin · Majkin · Nytsj · Porsev · Rovny · Rybalkin · Sjaloenov · Sjilov · Troesov · Tsjerkasov · Vlasov · Koelikov (stagiair) · Koelikovski (stagiair) · Nekrasov (stagiair)
Arslanov · Bojev · Jevtoesjenko · Kobernjak · Koelikov · Koelikovski · Koerbatov · Koerjanov · Nekrasov · Nytsj · Porsev · Rikoenov · Rovny · Rybalkin · Sjaloenov · Sjilov · Stasj · Tsjerkasov · Vlasov · Vorobjov · Landi (stagiair) · Popov (stagiair) · Vitoerin (stagiair)
Bojev · Canola · D. Cima · I. Cima · Karaljok · Koelikov · Koelikovski · Koerjanov · Koezmin · Koeznetsov · Nekrasov · Nych · Rikoenov · Rovny · Rybalkin · Scaroni · Sjaloenov · Strachov · Tsjerkasov · Tsjernetski · Velasco
Bojev · Canola · D. Cima · I. Cima · Dversnes · Kotsjetkov · Kreuziger · Koezmin · Koeznetsov · Lucca · Lunder · Nekrasov · Nych · Rikoenov · Rovny · Scaroni · Sjaloenov · Strachov · Strachov · Tsjerkasov · Tsjernetski · Vacek · Velasco · Zakarin